# 4C 41.17
4C 41.17 – radiogalaktyka położona w gwiazdozbiorze Woźnicy, odległa o 12 miliardów lat świetlnych od Ziemi. W momencie odkrycia (1988 rok) była najdalszą znaną galaktyką.